# Chōka
Chōka (jap. 長歌 chōka, nagauta; ‘długa pieśń’) – jedna z form poezji japońskiej (waka), zawierająca zazwyczaj elementy liryczne i epickie. 
Składała się z na przemian ułożonych wierszy pięcio- i siedmiosylabowych, zakończonych jednym wierszem siedmiosylabowym oraz jednym lub kilkoma wierszami refleksyjnymi hanka. Tematyka utworów była bardzo różnorodna, mogła dotyczyć wydarzeń historycznych, przyrody, refleksji na tematy uczuciowe itp. Zróżnicowana była też ich długość – znane nam utwory mają rozpiętość od 7 do 149 wersów. Gatunek ukształtował się w VIII w., zaniknął w wieku X. 
Chōka tworzyli m.in.: 
- Takahashi no Mushimaro (zm. ok. 750) – ceniony[przez kogo?] za wiersze o zdarzeniach legendarnych, przypisuje mu się autorstwo Hitachi fudoki (Opisy obyczajów i ziem krainy Hitachi);
- Yamanoue no Okura (660–733?) – jeden z najbardziej wykształconych poetów Man'yōshū, jego poezja jest oryginalna, ale cechuje ją pesymizm wynikający z trudnych doświadczeń osobistych;
- Kakinomoto no Hitomaro (ok. 660 – ok. 710)[1].